# Hatvani kultúra
A hatvani kultúra a korai bronzkor egyik régészeti kultúrája. A kultúrát a névadó lelőhelyen napvilágot látott leletek tették nemzetközileg is elismert régészeti meghatározássá.

## Elnevezése
Mivel a bronzkori népek valódi nevét nem ismerjük, (ám az időben élhettek itt pannonok, szkíták és egyéb rokon népek) a régészet az egyidejű vagy egymást követő népek megkülönböztetésére a kultúra, illetve a csoport meghatározást használja. Ilyen megnevezés, illetve meghatározás a hatvani kultúra is, ugyancsak a lelőhelyről elnevezve. Ez a régészeti kultúra is egy földrajzilag körülhatárolt helyen, azonos körülmények között alakult ki, melynek gazdasági élete, anyagi és szellemi kultúrája is csak az itt élő népre volt jellemző.

## Kronológia
A hatvani kultúra a kora bronzkor időszaka (i. e. 20–18. század); kronológia A2 Paul Reinecke (1950–1700 BC). Eredete i. e. 2100-ig vezethető vissza.
A hatvani kultúra megjelenése a kora bronzkor végére tehető, mely időszak kedvezett az új, hosszú ideig virágzó kultúrák kialakulásának. Erődített lakott településeik (tellek) elsősorban a Bükk-vidéken és a Mátra vidékén találhatók.
E kultúra népének fontosabb telepeit Hatvan-Strázsahegyen, Versegen, Buják-Tarisznyaparton, Jászdózsa-Kápolnahalmon és Vác-Csöröghegyen tárták fel.

## Temetkezéseik
Halottaikat nagyrészt urnasírokba temették, csontvázas sír nagyon kevés található a hatvani kultúrában.